# Lope de Stúñiga
Lope Ortíz de Stúñiga, meglio noto come Lope de Stúñiga (Zúñiga, 1408 – Toledo, 1478 circa), è stato un nobile, militare, cavaliere cortigiano e poeta spagnolo del XV secolo.
Appartenente ad una nobile famiglia trasferitasi dalla Navarra alla Castiglia alla fine del XIII secolo, affiancò all’arte militare l’attività poetica. Le sue liriche trattano prevalentemente l’argomento amoroso. 

## Origine
Lope era il figlio di Íñigo Órtiz de Stúñiga (1380-1420) e Juana de Navarra y Esparza (1388-1456), figlia illegittima di Carlo III di Navarra, detto il Nobile. La stirpe degli Stúñiga (nota anche come Estúñiga, Astúñiga, Eztúñiga, Zúñiga) doveva il nome ad una località della Navarra nel distretto di Estella, ai confini della provincia di Álava. Essa aveva raggiunto il vertice della propria potenza con il nonno di Lope, Diego López de Stúñiga, consigliere del re Enrico III, detto l'Infermo. Juana, frutto della relazione extraconiugale di Carlo con Maria Miguel de Esparza, si unì in matrimonio con Íñigo nel 1396, risposandosi poi nel 1420 con il cugino Luigi di Beaumont, Conte di Lerín. Íñigo e Juana ebbero in tutto cinque figli: Diego, Juan, Lope, Francisco e l’unica femmina Leonor.

## Biografia
L’educazione di Lope de Stúñiga avvenne alla corte di Navarra. Carlo III, nonno di Lope, sostenne le spese per il mantenimento suo e dei fratelli maggiori Diego e Juan. Sebbene Lope sia conosciuto soprattutto come poeta, in vita fu impegnato in numerose guerre e combattimenti. Abile nell’arte della cavalleria, nel 1429 partecipò alla difesa della fortezza navarra di Mendavia, appartenente alla sua famiglia, attaccata da Giovanni II di Castiglia. Per cause non meglio ricostruite, infatti, era scoppiata una guerra fra Navarra e Castiglia; il fratello Juan difese il castello di San Adrián.
Nel 1434, tra il 10 luglio e il 9 agosto, partecipò al celebre torneo castigliano Paso Honroso organizzato da Suero de Quiñones presso il ponte di Órbigo, sulla via del cammino di Santiago di Compostela. Lope disputò otto incontri e sconfisse numerosi contendenti, ottenendo in premio di poter indossare per sempre la divisa di Suero, di cui era anche cugino. L’impresa, tanto celebre da esser definita notoria en toda la cristiandad dal cronista castigliano Hernando del Pulgar, gli consegnò un'enorme fama.
All’evento seguì un carteggio di sei lettere tra Lope ed alcuni cavalieri catalani da lui battuti, i fratelli Fabra. In realtà, costoro proponevano una rivincita con le armi; pertanto, scrissero missive sia a Suero, sia a Lope. Quest’ultimo si dimostrò, contrariamente al cugino, entusiasta della proposta e grande conoscitore della parte organizzativa. Nella sua prima risposta si trovano considerazioni di estrema precisione circa il permesso che i sovrani devono dare a un nuovo torneo e circa la scelta tanto dei giurati, quanto delle armi offensive e difensive. Dalle missive emerge il rispetto per l’arte cavalleresca, il gusto per il pericolo ed il desiderio di notorietà e gloria. Tuttavia, il secondo torneo non venne mai disputato e, di fatto, si consumò in una serie di attacchi per via epistolare. In tutta la sua vita Lope prese comunque parte ad altri tredici tornei o sfide a duello, specialmente durante la giovinezza.
Nel 1435 Lope fu impegnato nell’assalto alla fortezza mora di Huelma, nel regno di Granada, in compagnia di Diego de Valera . In quell’occasione ebbe modo di dimostrare il suo valore in un’azione cruenta, dopo averne dato prova nei tornei, dando il suo contributo alla causa della Reconquista. La città sarebbe stata presa nel 1438.
Lope fu uno dei protagonisti delle guerre civili che insanguinarono la Castiglia durante il regno di Giovanni II. Egli appoggiò ora il partito di Álvaro de Luna, condestable di Castiglia e uomo forte del re, ora quello degli Infanti d’Aragona Alfonso, Giovanni ed Enrico. Da Álvaro ricevette l’abito dell’Ordine di Santiago forse già nel 1435, ma nel 1439 conquistò per conto degli Infanti la città di Valladolid, combattendo assieme al padre e ai fratelli maggiori. Enrico d’Aragona gli confermò il titolo di cavaliere dell’Ordine di Santiago, del quale ricopriva la carica di Gran Maestro, nominandolo inoltre comendador di Guadalcanal e trece dell’ordine, una delle più alte cariche, durante l’assemblea generale del 19 giugno 1440.
Quando Enrico morì, nel 1445, Lope si schierò nuovamente con Álvaro de Luna, sostenendolo per l'elezione a Gran Maestro dell’Ordine. Tuttavia, l’anno successivo appoggiò la resistenza della cittadina di Atienza, la quale era assediata dalle truppe di Álvaro. Probabilmente Lope partecipò in prima persona alla difesa della piazzaforte, poiché nelle sue opere si trovano precisi riferimenti ai fatti. In seguito alla sconfitta fu imprigionato, ma continuò a ricevere rendite dallo stato.
Dal 1454, anno in cui salì al trono Enrico IV (detto l’Impotente), Lope si schierò sempre all’opposizione, come del resto molti altri membri della nobiltà. Nell’ultima parte della sua vita risiedette a Toledo, come testimoniato dal cronista Jerónimo de Aponte, e partecipò più volte a insurrezioni contro il re, rifugiandosi poi nella sua proprietà di Polán. Qui cercò di ampliare la sua residenza ma fu costretto a demolire la nuova costruzione per l’opposizione dell’autorità cittadina. Il 5 agosto 1477 dettò il proprio testamento. Alla fine di novembre dello stesso anno fu menzionato al capitolo generale dell’ordine di Santiago, pur non essendo presente.
In un documento del 24 luglio dell’anno successivo è menzionato come vittima di un incidente, probabilmente una grave caduta. La morte dovette sopravvenire non molto tempo dopo, prima del compimento del settantesimo anno d’età. Nell’elenco dei partecipanti al capitolo generale dell’ordine di Santiago del 1480 il suo nome non compare più ed è sostituito da quello del figlio Íñigo, il quale ereditò anche la carica di comendador di Guadalcanal. Per sua espressa volontà fu sepolto nel cimitero del monastero di Santa Catalina a Toledo, sua città d'adozione.

## Vita privata
Lope si sposò due volte. Dalla prima unione nacquero due figli, Francisca e Íñigo, ma non è stato tramandato il nome della moglie. Nel 1445 si risposò con Mencía de Guzmán, nobildonna toledana già vedova di García de Cervatos . Per queste nuove nozze Lope, che faceva parte dell'ordine di Santiago, il quale in origine prevedeva addirittura il celibato per i suoi membri, dovette chiedere il permesso del Gran Maestro dell’ordine. Il rapporto fra i coniugi fu burrascoso. 
Nel 1462 la donna, stanca dei maltrattamenti del marito, si rifugiò nel convento toledano di Santo Domingo el Real. Per tutta risposta, il marito si presentò con alcune guardie e la riportò con la forza al proprio domicilio. Il fatto suscitò grande scandalo e il giorno stesso fu istruito un processo. Lope fu condannato agli arresti domiciliari, ma le divisioni familiari furono appianate con la mediazione del vescovo Pedro de Silva.

## Opera

### Temi
L’opera letteraria di Lope de Stúñiga rientra nella tradizione della poesia cancioneril, di cui egli fu uno dei più rappresentativi esponenti. Il tema prevalente è l’amore, con rare eccezioni. 
Tutti i componimenti si rivolgono a un interlocutore diretto, spesso indicato esplicitamente. Nella maggior parte dei casi questo interlocutore è rappresentato dalla donna amata; frequenti, infatti, sono le apostrofi introdotte dai vocativi dama, señora, donzella. Un'altra tipologia di interlocutore cui si rivolge il poeta è un pubblico generico, composto dagli amadores, oppure il suo stesso dolore. La donna, infatti, non è un personaggio meramente passivo o assente, ma esercita il suo potere sul poeta condannandolo alla sofferenza. Il conforto, per il poeta, è rappresentato dall’eccezionalità della donna amata. Il suo obiettivo è rappresentato dalla gloria che deriva dall’essere el más amador que pueda ser. 
Pur mancando poesie d’elogio vere e proprie, della donna sono sovente lodate le qualità estetiche, intellettuali, morali. Si trova anche, come da tradizione lirica cortese, il motivo di Dio quale artefice della bellezza della donna, la quale diventa un vero e proprio oggetto di culto: il suo corpo, infatti, è chiamato templo. D’altro canto, tutta la poesia castigliana del XV secolo vede una stretta compenetrazione tra sacro e profano. Altri temi squisitamente cortesi sono la servitù e prigionia d’amore e il martirio dell’amante. 
Manca, invece, il tema della visio: nella poetica di Lope la passione d’amore è un dato atemporale che non necessita di un preciso momento d’inizio, ma è destinata a durare in eterno. In generale, nel suo cancioniero mancano riferimenti a fatti con cui inserire la vicenda sentimentale del poeta in una dimensione storico-narrativa. Un’eccezione è rappresentata dalla lirica Saber deves, Margarida, la quale celebra la resistenza opposta dalla città di Atienza all’assedio di Giovanni II e Álvaro de Luna nel 1446.

### Stile
Da un punto di vista stilistico, Lope ricorre a diverse tecniche di amplificatio rerum, come da precettistica retorica medievale, quali frequentatio, interpretatio, expolitio. Tra le figure retoriche più impiegate nel suo canzoniere compaiono apostrofi, anafore, parallelismi, figure etimologiche. Il risultato è un’intensificazione espressiva con frequenti antitesi e paradossi che rendono chiara la lotta interiore e l'irrazionalità della passione. 
Nei componimenti si trovano spesso coppie sinonimiche, allitterazioni, enjambements, iperboli che mettono in rilievo l’eccezionalità dell’amore del poeta. Il desiderio di primeggiare nell’arte amorosa è parallelo a quello di primeggiare nell’arte bellica e cavalleresca, pertanto si riscontrano superlativi iperbolici che traggono spunto dal vocabolario militare. 
Da un punto di vista lessicale si nota una compresenza di arcaismi e neologismi; inoltre, si trovano alcuni latinismi e termini provenienti da altre lingue iberiche, quali il catalano, l’aragonese e il galego-portoghese. La sintassi è perlopiù paratattica, con periodi corrispondenti alla lunghezza della strofa o della semistrofa.

### Metrica
Il canzoniere è caratterizzato dalla poesia strofica libera: la forma più adoperata è il cosiddetto decir, ossia un componimento a struttura aperta con un numero variabile di strofe. Un'altra forma è il villancico, basato sullo schema di una antica canzone a tema o cantiga de estribillo, che tuttavia era già in disuso nel XV secolo. 
Generalmente, la strofa iniziale presenta il tema del componimento e costituisce l’introduzione al testo vero e proprio. I versi di Lope sono perlopiù ottonari in associazione al quebrado. 
In posizione di rima si trovano prevalentemente le parole-tema del vocabolario poetico, motivi topici della lirica amorosa con frequenti coppie fisse e figure etimologiche (muerte/fuerte/suerte, memoria/gloria/vitoria, pena/cadena, amadores/amores solo per fare alcuni esempi).

### Tradizione manoscritta
La tradizione manoscritta è composta da tre filoni: il primo è formato da canzonieri redatti alla corte aragonese di Napoli, il secondo comprende due manoscritti gemelli (mss. di Herberay e di Modena), il terzo e più importante è costituito dal cosiddetto Cancionero de Gallardo o de San Román, custodito nella Real Academia de la Historia di Madrid. Quest’ultimo è il più prezioso, dal momento che conserva la più ricca selezione di testi. 
Al primo gruppo appartiene il cosiddetto Cancionero de Stúñiga, conservato alla Biblioteca Nazionale Spagnola di Madrid: esso è un manoscritto miscellaneo che prende il nome da Lope poiché sua è la prima composizione Cabo de mis dolores. Tra i poeti contenuti nel Cancionero de Stúñiga sono annoverati Íñigo López de Mendoza, Juan de Padilla, Juan de Mena.

## Fortuna dell’autore
Pochi decenni dopo la morte del poeta, la sua lirica Si mis tristes mandamientos fu trascritta in una missiva di Lucrezia Borgia a Pietro Bembo. Lucrezia, figlia di Papa Alessandro VI e moglie di Alfonso d’Aragona, aveva col Bembo un rapporto epistolare, ma è stato ipotizzato che fra i due intercorresse anche una relazione sentimentale. Non a caso, il componimento trascritto dalla Borgia accenna ad un sentimento talmente grande che, in caso di scomparsa dell’amante, il mondo intero si ritroverebbe sprovvisto d'amore. I versi in questione costituiscono la quinta strofa della lirica.
e con mis males finase 

desear 

tan grant amor fenesciese 

que todo el mundo quedase

sin amar;

pues, esto considerando,

mi tarde morir es luego 

tanto bueno 

que devo, razón usando, 

gloria sentir en el fuego 

donde peno.»
e se con i miei mali cessasse 

il desiderio 

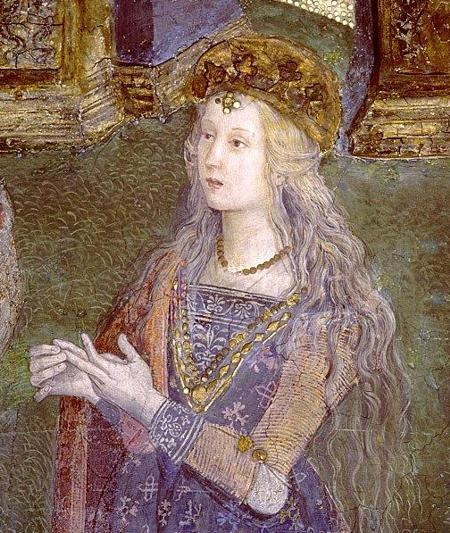
Lucrezia Borgia, estimatrice delle poesie di Lope

un amore così grande si spegnerebbe 

e il mondo intero rimarrebbe 

senza amore;

considerato ciò 

l’indugiare nella morte diviene un fine 

così profondo 

che provo piacere 

d’esser preda 

d’un simil fuoco.»
L’episodio della missiva è stato ripreso anche nella seconda puntata della seconda stagione della serie televisiva francese I Borgia. Nella scena in questione Lucrezia ha appena trascritto la lirica e la legge alla madre, Vannozza Cattanei, subito dopo aver menzionato l’autore. La Borgia conosceva bene la lingua spagnola poiché proveniva da una famiglia, i Borgia, d’origine iberica. Delle nove epistole che compongono il carteggio fra lei e Bembo, due sono in spagnolo.